# Lara Dickenmann
Lara Dickenmann (Kriens, Luzern kanton, 1985. november 27. –) svájci női válogatott labdarúgó.

## Pályafutása
Gyermekkorában a labdarúgás mellett úszóedzésekre és balettórákra is járt, majd 2004-ben az ohiói Egyetemen tanult tovább. Négy évet töltött az Egyesült Államokban.
Hazájába visszatérve a DFC Sursee csapatánál már 15 évesen pályára léphetett és négy év alatt 3 bajnoki címmel gazdagodott a luzerni klubnál.
2009-ben az Olympique Lyon együtteséhez igazolt, a francia csapattal 6 bajnoki címet szerzett és 2 Bajnokok Ligája győzelmet aratott.
Lyoni távozását követően a VfL Wolfsburghoz szerződött és 4 bajnoki címmel, valamint hat német kupával bővítette trófeáinak számát.

### A válogatottban
2018. október 10-én Belgium ellen lépett utolsó alkalommal pályára nemzeti színekben. 2019. augusztus 7-én, 17 év után lemondta a válogatottságot. Dickenmann 135 mérkőzésen 53 találatot szerzett.

## Sikerei

### Klubcsapatokban
Svájci bajnok (5):
- DFC Sursee (3): 2002, 2003, 2004
- FC Zürich (2): 2008, 2009

 Francia bajnok (6):
- Olympique Lyon (6): 2010, 2011, 2012, 2013, 2014, 2015

 Német bajnok (4):
- VfL Wolfsburg (4): 2016–17, 2017–18, 2018–19, 2019–20

 Német kupagyőztes (6):
- VfL Wolfsburg (6): 2016, 2017, 2018, 2019, 2020, 2021

Bajnokok Ligája győztes (2):
- Olympique Lyon (2): 2010–11, 2011–12

### A válogatottban
Svájc
- Ciprus-kupa  győztes: 2017

### Egyéni
Az év játékosa (8): 2004, 2011, 2012, 2013, 2014, 2016, 2017, 2018